# TVBS精采台
TVBS精采台（於中華民國國家通訊傳播委員會正式名稱為聯利精采台），為聯利媒體股份有限公司（TVBS）家族頻道之一，主要提供中華電信MOD的觀眾收視，前身是TVB8的台灣版。
本頻道現與旗下三個頻道頻道TVBS歡樂台、TVBS新聞台、TVBS共用節目播出。

## 歷史
TVB8台灣版原定2013年6月17日開播，後延到2013年7月8日中午12點在中華電信MOD第40頻道開播，内容以播放TVBS自制的綜藝節目與香港無綫電視（TVB）的港劇為主，亦會少量播放來自香港TVB8的自制節目以及來自TVB的非劇集類節目。2015年4月1日，台灣互動電視公司結束代理TVB8台灣版在中華電信MOD播出業務，TVB8台灣版改由TVBS直接提供中華電信MOD播出，頻道位置仍為第40頻道。
2017年8月2日，因執照到期，TVBS改以向國家通訊傳播委員會申請“聯利精采台”以取代TVB8台灣版。8月2日深夜，TVB8台灣版停播，隨即於原頻道開播TVBS精采台。同日開播娛樂新聞節目《星鮮話》，同時將《小燕有約》與《食尚玩家》節目的首播頻道改在本頻道，並在兩檔節目在當天的TVBS頻道與歡樂台原首播時段重播。

## 外部連結
- TVBS精采台 - MOD311頻道（页面存档备份，存于）
- TVBS精采台- 中華電信MOD（页面存档备份，存于）